# Bosquerola de coroneta negra
La bosquerola de coroneta negra (Myiothlypis nigrocristata) és un ocell de la família dels parúlids (Parulidae).

## Hàbitat i distribució
Habita la selva pluvial i espesures de bambú de les muntanyes de Colòmbia, i oest i nord de Veneçuela cap al sud fins al nord del Perú.